# Живёшь только дважды (роман)
«Живёшь только дважды» (англ. You Only Live Twice) — одиннадцатый роман Яна Флеминга о Джеймсе Бонде. Впервые книга опубликована в Великобритании издательством Джонатана Кейпа 16 марта 1964 года.
«Живёшь только дважды» — заключительная часть так называемой «трилогии Блофельда». Первые два романа трилогии — «Шаровая молния» и «На секретной службе Её Величества».

## Сюжет
Агент 007 находится в глубокой депрессии и проваливает одно задание за другим. М крайне этим недоволен и готовится отправить Бонда в отставку. Но в последний момент, проконсультировавшись со специалистами, он меняет решение. Бонду даётся «непрофильное» задание — установить партнерские отношения с японской разведкой, которая достигла больших успехов в перехвате и дешифровке секретных советских данных. Это не так-то и просто сделать, поскольку Япония считается сферой влияния США, и ЦРУ, если узнает об этих контактах, будет очень недовольно, да и сами японцы не спешат бросаться в объятия англичан.
Всё же Бонду удаётся установить с шефом японской разведки Тигром Танакой доверительные отношения, и тот готов делиться с МИ6 информацией, но в обмен на что-либо адекватное. Но так уж получается, что самое адекватное, что могли бы предложить англичане — это… сам Джеймс Бонд, точнее его уникальные способности. Цена сотрудничества такова — ликвидировать загадочного европейца из Швейцарии, который построил на территории Японии так называемый «парк смерти», состоящий из ядовитых растений, где всего за несколько месяцев уже погибло полтысячи японцев-самоубийц. Закон здесь бессилен, но задача по силам агенту 007.

## Персонажи
- Джеймс Бонд / Агент 007 / Таро Тодораки — главный герой
- Доктор Шаттерхенд / Эрнст Ставро Блофельд — главный злодей
- Тигр Танака — союзник Бонда
- Кисси Судзуки — девушка Бонда
- Ирма Бунт — второстепенный злодей
- Дикко Хендерсон — союзник Бонда
- М — начальник Бонда
- Мэри Гуднайт — секретарь Джеймса Бонда
- Мисс Манипенни — сотрудник Бонда, секретарь М

## Экранизация
Фильм «Живёшь только дважды» был снят в 1967 году. Этот фильм — пятый с Шоном Коннери в главной роли.
В хронологии кинобондианы «Живёшь только дважды» вышел раньше фильма «На секретной службе Её Величества», поэтому Бонд встречается с Блофельдом лицом к лицу впервые, и у него нет личного мотива мстить ему.
Написанный известным писателем Роальдом Далем сценарий очень далёк от книги — сюжет закручен вокруг похищения космических кораблей сверхдержав. Некоторые персонажи попали в фильм (Тигр Танака, Хендерсон, Кисси, Блофелд), некоторые нет (Ирма Бунт), есть также множество новых персонажей — мистер Осато и его рыжеволосая секретарша Хельга, девушка-агент японской разведки Аки, а также вездесущий Кью со своими гаджетами.